# Jean-Baptiste Franque
Jean-Baptiste Franque (Villeneuve-lès-Avignon, 1º febbraio 1683 – Avignone, 26 marzo 1758) è stato un architetto francese.

Era il padre di François II Franque (Avignone 1710 – Parigi 1793) e Jean-Pierre Franque (Avignone, 1718 – 1810), anch'essi architetti, e quindi il suocero dell'architetto Esprit-Joseph Brun.

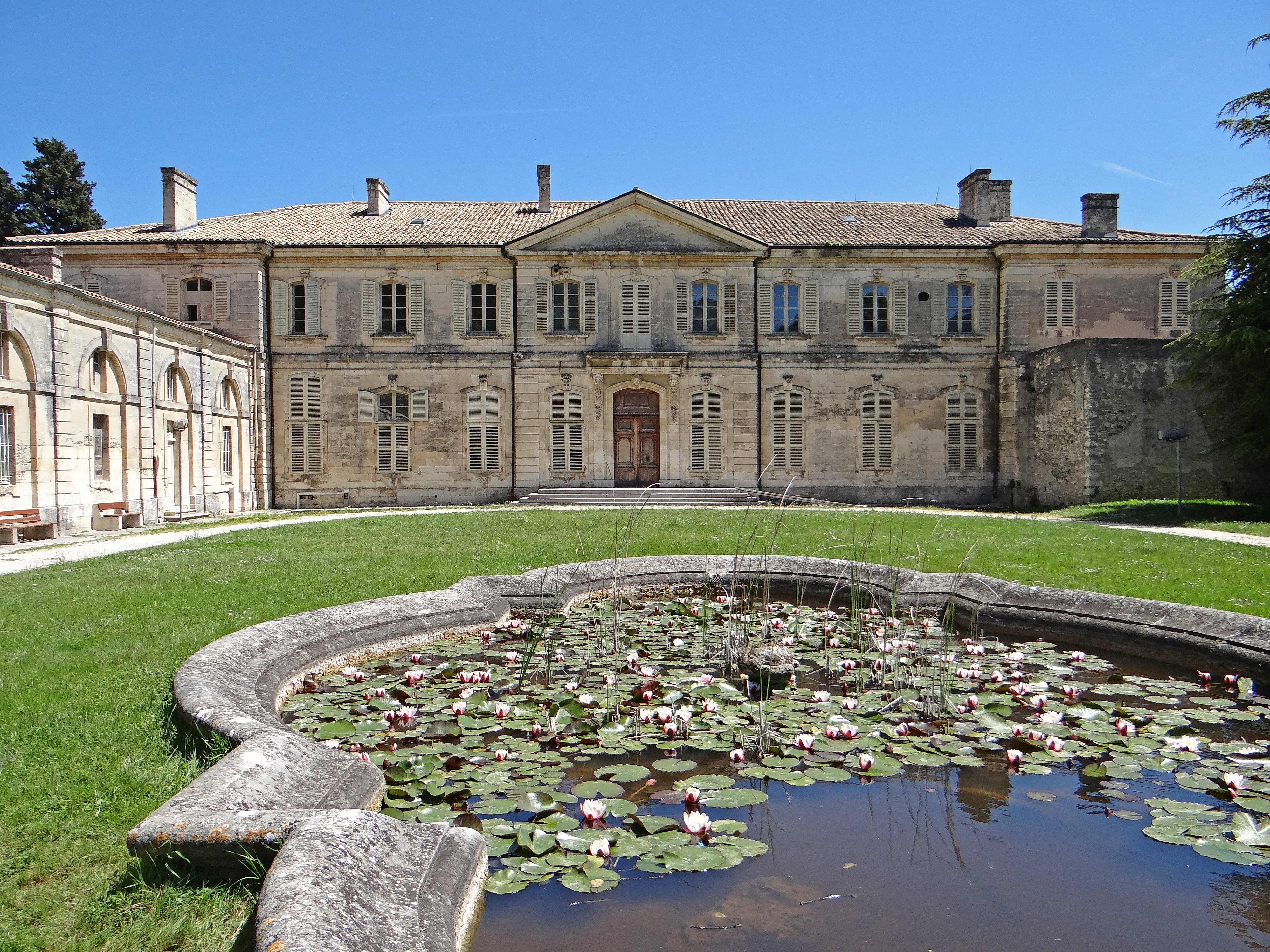
Antico palazzo episcopale di Viviers (l'attuale municipio)

## Biografia
Nato a Villeneuve-lès-Avignon, è figlio di un maestro muratore e prende il seguito della bottega del padre prima di installarsi ad Avignone, dove diventa architetto verso il 1715. Si forma probabilmente con i grandi architetti avignonesi della generazione precedente, Pierre II Mignard e Jean Péru.

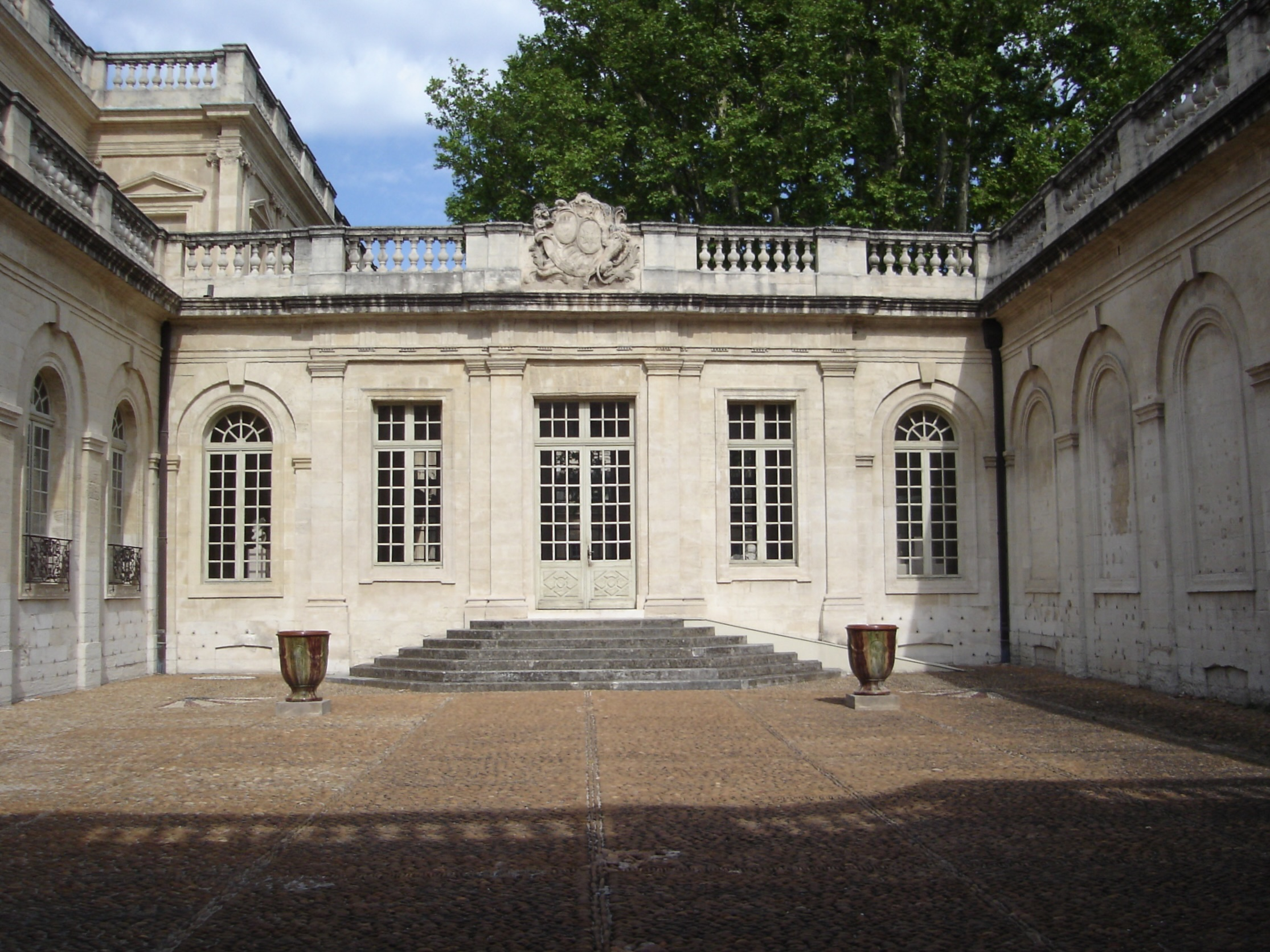
Il museo Calvet nel palazzo di Villeneuve-Martignan

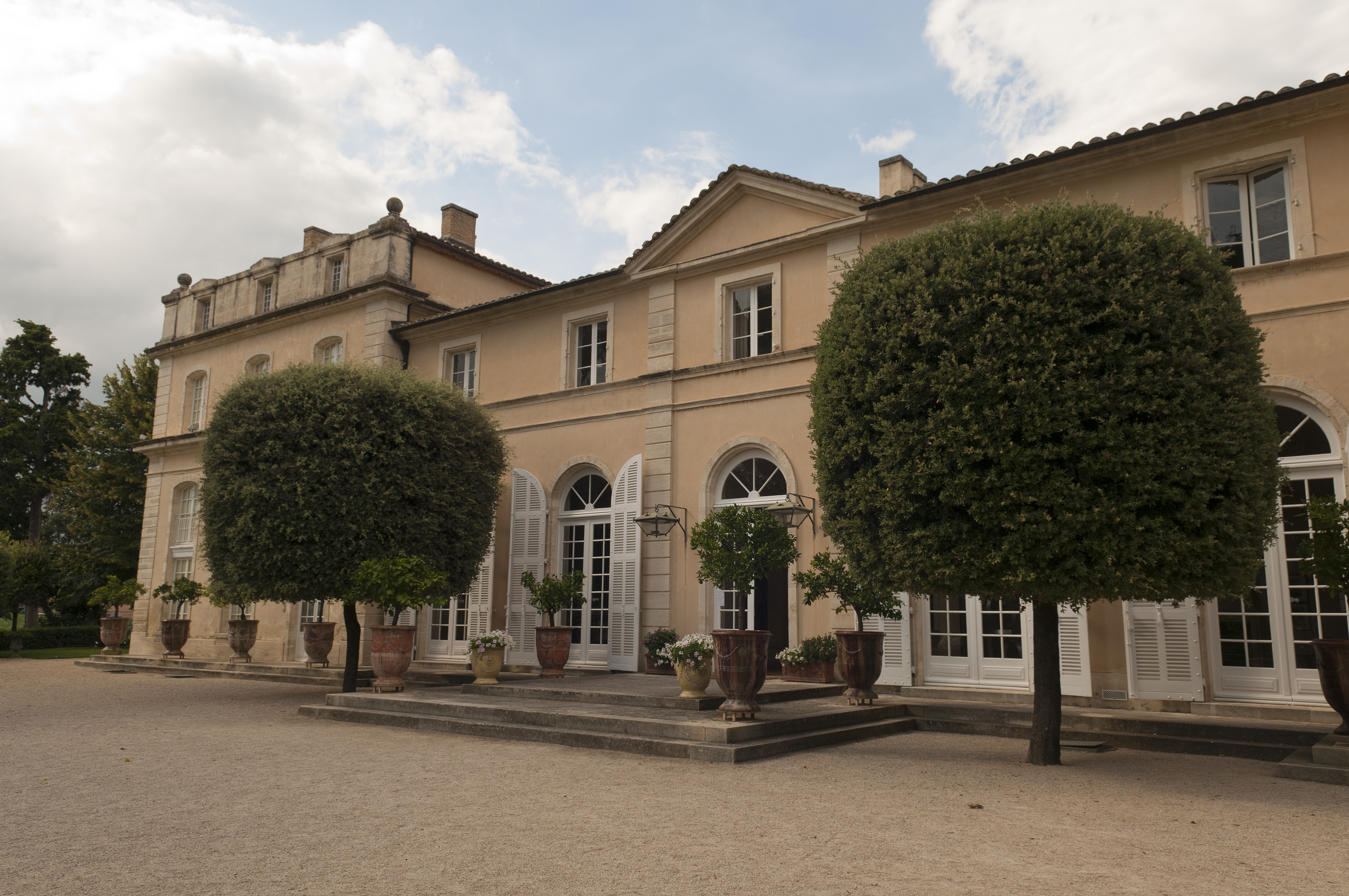
Château la Nerthe, a Châteauneuf-du-Pape

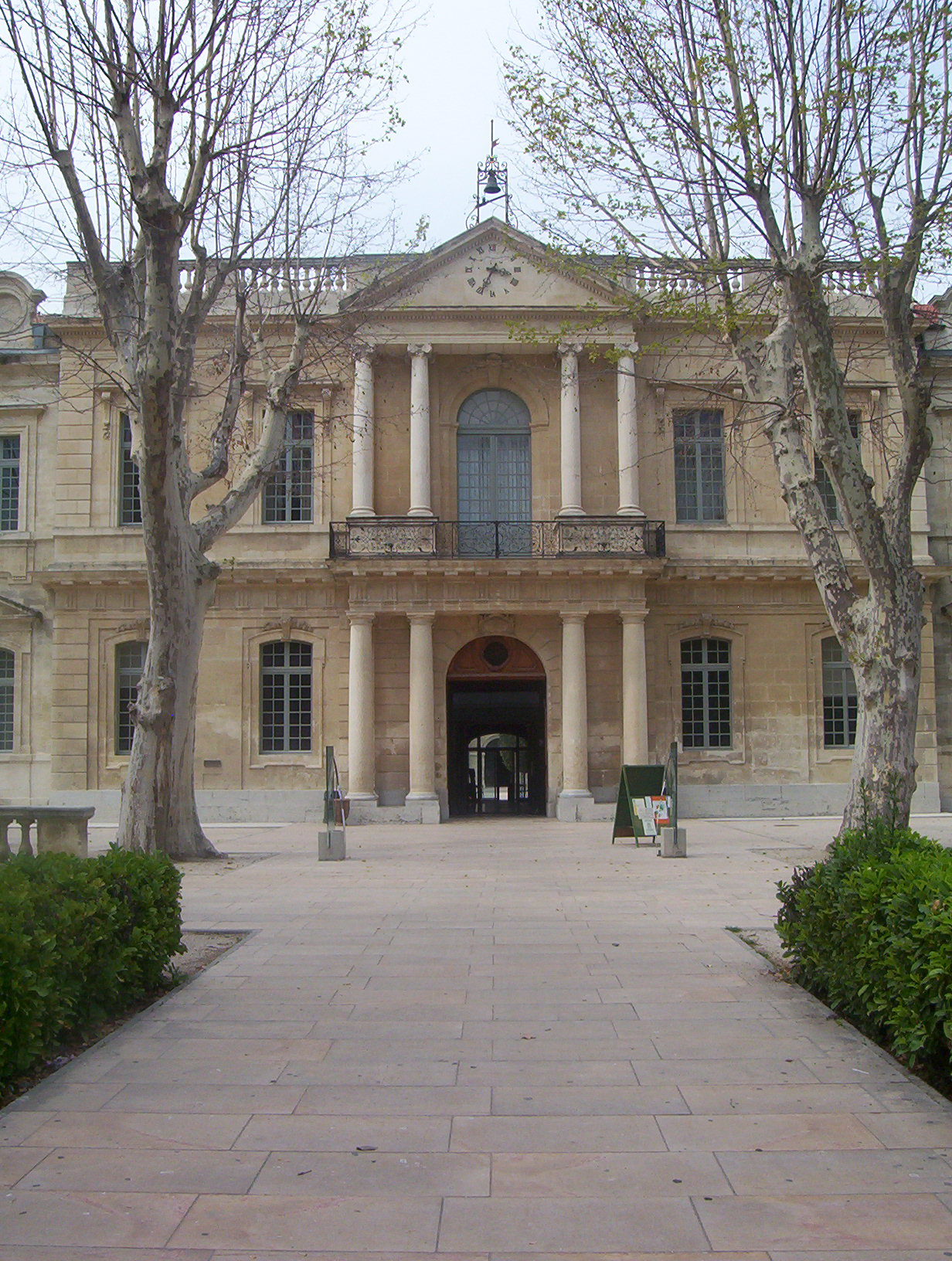
Facciata dell'ex-ospedale di Santa Marta, oggi università di Avignone

Lavora secondato da due dei suoi figli, François II e Jean-Pierre, soprattutto nel sud della Francia, da Tolone a Carcassonne, passando da Viviers dove realizzano le volte della cattedrale.
Jean-Baptiste resta comunque il più conosciuto di questa famiglia di architetti avignonesi. Verso gli anni 1740, le sue opere personali divengono difficili da distinguere da quelle realizzate in collaborazione coi figli. Così, François, che aveva frequentato la Scuola Francese a Roma ed era membro dell'Accademia Reale d'Architettura a Parigi il coautore del palazzo di Villeneuve-Martignan (l'odierno Musée Calvet), del palazzo di Caumont, della chiesa Notre-Dame des Pommiers a Beaucaire e del portale centrale dell'ospedale Santa Marta, che oggi è la sede dell'Università d'Avignone. Suo fratello minore Jean-Pierre, segue l'opera locale del padre ed era ancora in attività durante la Rivoluzione francese.
Ad Avignone si può ammirare la cappella Saint-Charles (realizzata da Jean-Baptiste in collaborazione col figlio François), le macellerie e pescherie  della rue du Vieux-Sextier (con il figlio Jean-Pierre), una parte dell’Aumône Générale. A Châteauneuf-du-Pape, concepisce il castello la Nerthe, luogo storico dell'appellazione vinicola; il castello venne terminato da François dopo la sua morte.
A Viviers, realizza anche il palazzo episcopale e i palazzi de Roqueplane, de Beaulieu e de Tourville. A Beaucaire, costruisce il palazzo de Linage. Muore nel marzo 1758, ma la sua opera è proseguita, come la facciata della chiesa di Richerenches che è finita di costruire nel 1765 seguendo i suoi piani.
Jean-Baptiste Franque ha segnato l'architettura regionale, realizzando la sintesi fra la tradizione locale a tendenza italianizzante, di cui Jean Péru era il continuatore, e il classicismo francese, stabilito ad Avignone da Pierre II Mignard. Il domino e la conoscenza di Franque della stereotomia gli ha permesso di ricoprire un gran numero di opere con azzardate volte, dalla struttura inventiva; tenta anche di realizzare scalinate sospese, la cui struttura portante sono gli scalini stessi, ma la tecnica verrà perfezionata solo mezzo secolo più tardi da Victor Louis.